# Spisovný jazyk
Spisovný jazyk (také standardní jazyk, standardní varieta, standardní dialekt nebo standardizovaný dialekt) je jazyková varieta, která prošla podstatnou kodifikací gramatiky a použití, i když občas tento termín odkazuje na celý jazyk, který zahrnuje standardizovanou formu jako jednu z jejích odrůd. Typickými jazykovými variantami, které procházejí podstatnou standardizací, jsou dialekty spojené s centry obchodu, moci a vlády. Procesy, které lingvističtí antropologové nazývají „referenční vysídlení“ a které sociolingvisté nazývají „vypracování funkce“, získávají tyto variety společenskou prestiž spojenou s obchodem a vládou. Sociologickým efektem těchto procesů je to, že většina uživatelů tohoto jazyka přichází k víře, že standardní jazyk je neodmyslitelně nadřazený nebo ho považuje za lingvistickou základnu proti které posuzují jiné palety jazyka.
V Evropě je standardizovaný psaný jazyk někdy ztotožňován s německým slovem Schriftsprache (psaný jazyk). Termín literární jazyk je příležitostně používán jako synonymum pro standardní jazyk, což je konvence pojmenování stále převládající v lingvistických tradicích východní Evropy.